# Regiunea Orenburg
Regiunea Orenburg este o regiune (oblastie) de pe teritoriul Rusiei. Orașul Orenburg este centrul administrativ al regiunii Orenburg. Se învecinează la nord cu Bașkortostan.

## Grupări etnice
| Situația în 2002 (* Arhivat în 26 ianuarie 2012, la Wayback Machine.) |                    |
| --------------------------------------------------------------------- | ------------------ |
| ruși                                                                  | 1.611.500 (73,9 %) |
| tătari                                                                | 166.000 (7,6 %)    |
| cazaci                                                                | 125.600 (5,8 %)    |
| ucraineni                                                             | 76.900 (3,5 %)     |
| bașkiri                                                               | 52.700 (2,4 %)     |
| mordvini                                                              | 52.500 (2,4 %)     |
| germani                                                               | 18.100             |
| ciuvași                                                               | 17.200             |
| armeni                                                                | 10.600             |
| beloruși                                                              | 9.200              |
| azeri                                                                 | 7.800              |
| uzbeci                                                                | 3.300              |
| Apar numai grupările ce numără peste 3.000 de persoane                |                    |

## Localități
Regiunea Orenburg cuprinde 35 de raioane și 9 districte urbane, două orașe mari Orsk și Novotroițc  și orașul închis Komarovski.
| Localitate  | Nume rusesc | Raion           | Nr. loc. (1. ianuarie 2006) |
| ----------- | ----------- | --------------- | --------------------------- |
| Abdulino*   | Абдулино    | Abdulino        | 21.358                      |
| Buguruslan* | Бугуруслан  | district        | 52.946                      |
| Busuluk*    | Бузулук     | district        | 87.680                      |
| Gai*        | Гай         | district        | 40.783                      |
| Jasny*      | Ясный       | Jasny           | 17.602                      |
| Komarovski  | Комаровский | district (SATO) | 9.086                       |
| Kuwandyk*   | Кувандык    | Kuwandyk        | 28.511                      |
| Mednogorsk* | Медногорск  | district        | 30.154                      |
| Novotroițc* | Новотроицк  | district        | 103.927                     |
| Orenburg*   | Оренбург    | district        | 533.872                     |
| Orsk*       | Орск        | district        | 247.002                     |
| Sol-Ilezk*  | Соль-Илецк  | Sol-Ilezk       | 25.959                      |
| Sorocinsk*  | Сорочинск   | district        | 29.263                      |